# Pirangi (ort)
Pirangi är en ort i Brasilien.   Den ligger i kommunen Pirangi och delstaten São Paulo, i den sydöstra delen av landet, 600 km söder om huvudstaden Brasília. Pirangi ligger 534 meter över havet och antalet invånare är 10 623.
Terrängen runt Pirangi är platt. Närmaste större samhälle är Palmares Paulista, 14,8 km väster om Pirangi.
Trakten runt Pirangi består till största delen av jordbruksmark. Runt Pirangi är det ganska tätbefolkat, med 52 invånare per kvadratkilometer.